# 快播
快播（英語：QvodPlayer）是一款基于视频点播的播放软件。与传统播放软件不同的是，快播应用P2P技术并支持RMVB、MPEG、AVI、WMV等主流音视频格式，软件本身不收取站长或用户使用费用，用户透過缓冲可观看在线影视节目，操作相对简单，且软件容易订制，是中国大陆较为流行的一款视频播放下载软件，又称为“Q播”、“QVOD”。
在中国大陆，快播拥有着巨大的用户數量。由于采用了专用的传输协议，所以快播被部分用户用来下载被禁影片，如有暴力或色情性质的影片、涉及政治敏感的影片等。另外，在快播中盗版影片很泛滥。

## 系统要求
目前版本只支持32位操作系统，64位系统并未进行全面测试、但一般可以使用；如需网络点播，还需要1M以上带宽的互联网接入。
|              | 最低要求                                                                |
| ------------ | ----------------------------------------------------------------------- |
| 操作系统     | Windows 2000、Windows XP、Windows Vista、Windows Server 2003、Windows 7 |
| 处理器       | Pentium 3 500MHz (推荐Pentium 4 1.3GHz以上)                             |
| 内存         | 128MB (推荐256MB以上)                                                   |
| 硬盘可用空间 | 64 MB                                                                   |

## 其他版本
快播有以下数个版本供不同用户使用：360安全版、Android版（最新版3.0.49）、精简版（最新版5.8）、不升级版（最新版3.5）、快播搜狐版、Windows Phone版（最新1.0.0）、iOS版（最新版1.5.32）。

### iOS/WP/Android客户端
快播iOS/Windows Phone/Android版播放器（Qvod Player）是一款集在线点播、在线直播为一体的媒体浏览器。支持其自主研发的QVOD流媒体传输协议，实现高清视频在行動裝置上较为流畅的播放体验。与桌面版一样，支持RMVB、MPEG、AVI、WMV等主流音视频格式。最新版本为1.1.11版。

## 快播网站
由于快播对于伺服器要求不高，很多站长自己架设快播服务端提供服务。大部分快播网站都提供盗版影视下载服务，并透过在线广告营利。

## 盗版和淫秽视频
2014年4月16日晚間，快播發佈公告稱：将清理涉及盗版与低俗内容，停止基于快播技术的视频点播和下载，关闭Qvod伺服器。輿論普遍認為此事與2014年的「净网行动」有關。2014年5月15日，全国“扫黄打非”工作小组办公室通报，深圳快播科技公司因存在传播淫秽色情内容信息的行为且情节严重，按照相关规定：广东省通信管理局拟对其处以吊销增值电信业务经营许可证的行政处罚，并且拘留了公司相关人员。2014年5月20日，深圳快播科技公司被深圳市市场监督管理局开出人民幣2.6亿元罚款。2014年8月8日，深圳快播科技公司总经理王欣在逃离出境至韩国110天后被捕。2014年9月24日，快播公司被北京市公安局起诉，罪名是“涉嫌传播淫秽物品牟利案”。2016年1月7日，北京海淀法院正式开庭审理快播公司涉嫌传播淫秽物品牟利案。
在快播公司被工商部门处罚后，快播公司之后在法定期限内起诉至深圳市福田区人民法院，请求判令撤销《行政处罚决定书》。2014年11月6日，深圳市福田区人民法院将案件移送至深圳市中级人民法院审理，后深圳市中级人民法院作出行政判决，驳回快播公司的诉讼请求。而快播对一审判决不服，向深圳中院提出上诉。2016年6月21日，广东省高级人民法院对该案进行终审。
2018年9月4日，深圳市中级人民法院裁定深圳金亚太科技有限公司对深圳市快播科技有限公司提出的破产清算申请即日起生效。
2019年底，法院以资不抵债为由裁定宣告快播公司破产。2021年7月，深圳市快播科技有限公司管理人破产民事裁定书公开，公司破产财产分配方案已执行完毕，法院终结其破产程序。截至2022年5月，深圳市快播科技有限公司已被吊销执照，但未注销。旗下公司均已“注销”或“吊销，未注销”。2023年5月26日，深圳市快播科技有限公司企业状态由吊销未注销变更为注销，正式宣告破产。

## 外部連結
- 快播官网首页
- 快播官网论坛